# Třešovice

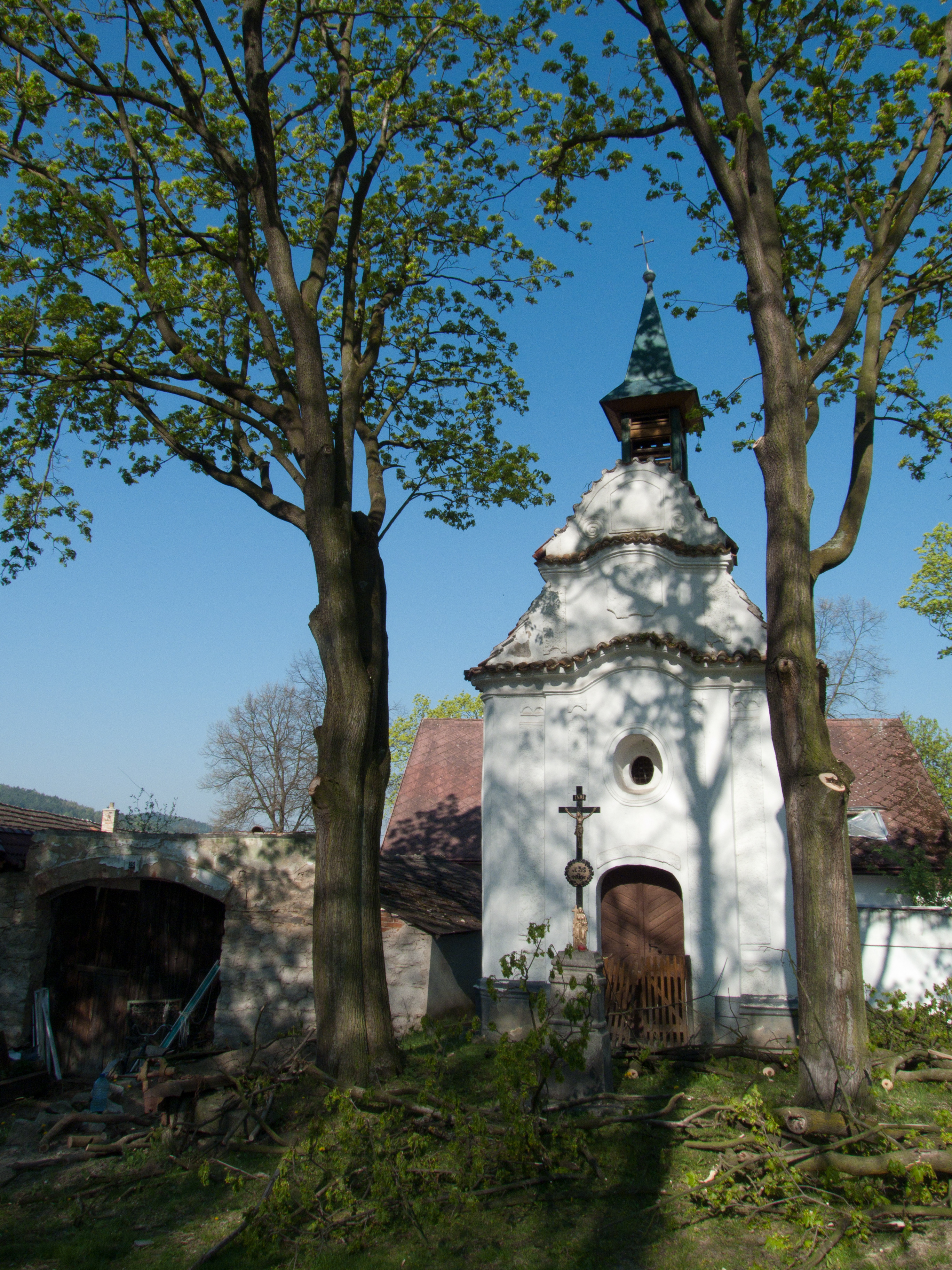
Kapelle Johannes des Täufers

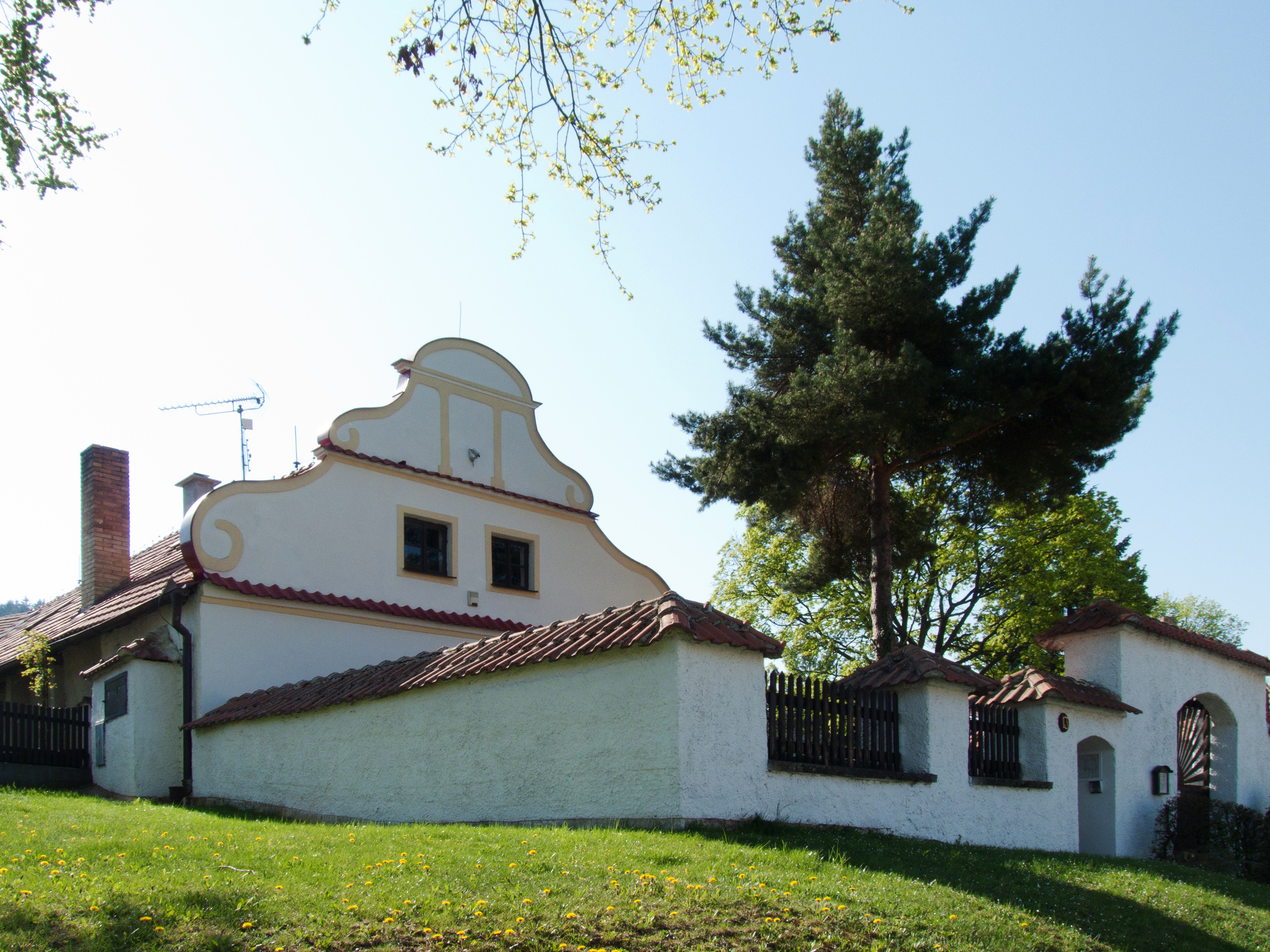
Gehöft Nr. 13

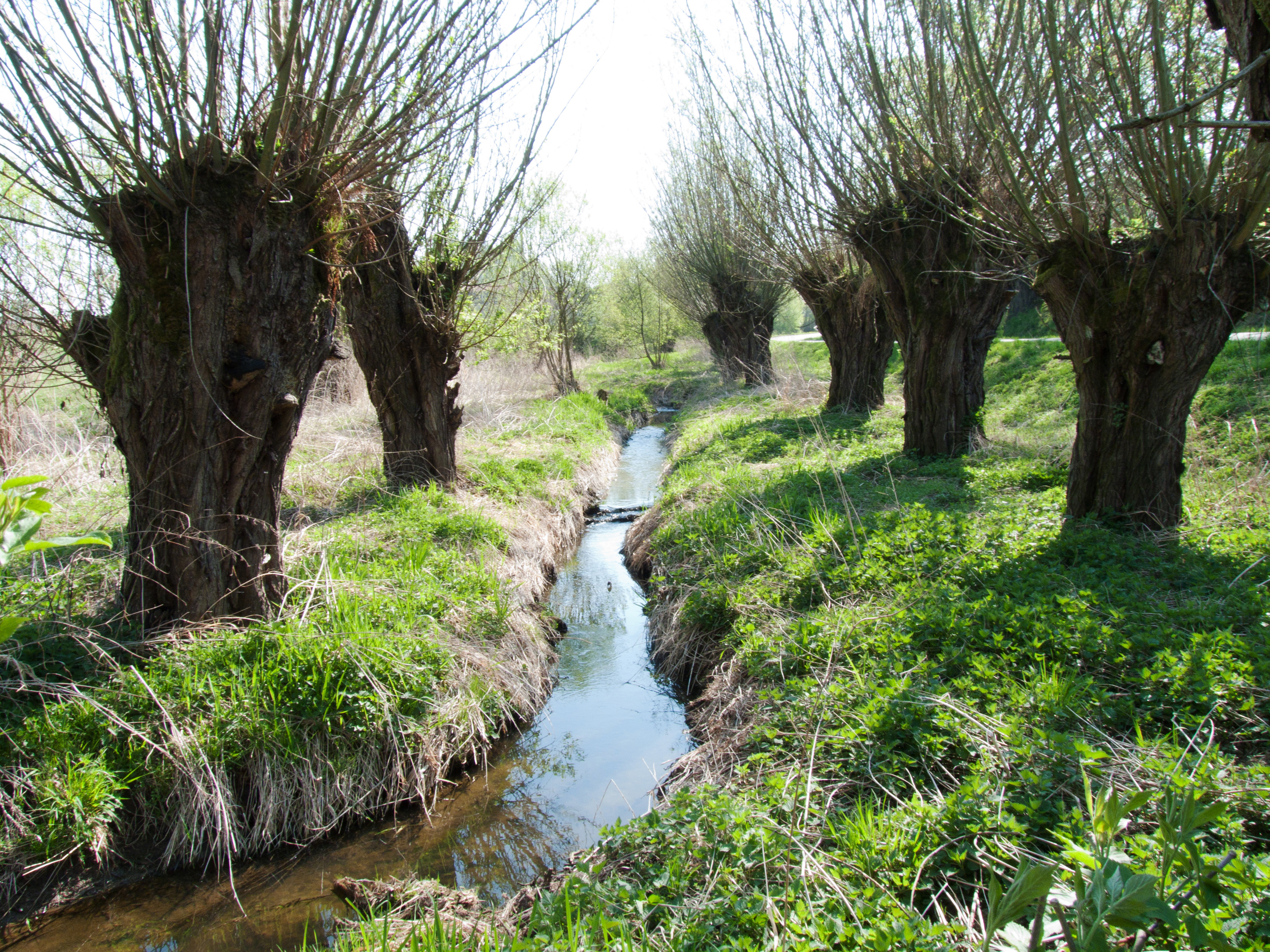
Kopfweiden am Třešovický potok

Třešovice [ˈtr̝̊ɛʃɔvɪt͡sɛ] (deutsch Treschowitz) ist eine Gemeinde in Tschechien. Sie liegt zehn Kilometer südöstlich von Strakonice in Südböhmen und gehört zum Okres Strakonice.

## Geographie

### Geographische Lage
Třešovice befindet sich auf einer Hochfläche im Vorland des Böhmerwaldes. Das Dorf liegt am rechten Ufer des Baches Třešovický potok, der westlich von Třešovice in den Zorkovický potok mündet. Östlich des Ortes entspringt der Rybniční potok. Nördlich erhebt sich die Šibenice (494 m), im Nordosten die Skořenice (494 m), östlich die Boží muka (459 m), im Südosten die Úpeřová (507 m), der Na Oltářích (586 m) und der Hájek (526 m), südlich die Čepina (539 m), im Südwesten der Jezinec (560 m) und der Kuřimanský vrch (586 m), westlich der Karlovec (541 m) sowie im Nordwesten der Holý vrch (542 m) und die Lipovice (561 m).

### Gemeindegliederung
Für die Gemeinde Třešovice sind keine Ortsteile ausgewiesen.

### Nachbargemeinden
Nachbarorte sind Zorkovice und Jinín im Norden, Sudoměř und Mladějovice im Nordosten, Cehnice und Dunovice im Osten, Netonice und Paračov im Südosten, Skály und Střítež im Süden, Kuřimany und Jedraž im Südwesten, Milíkovice und Sudkovice im Westen sowie Nová Ves, Miloňovice und Zadní Ptákovice im Nordwesten.

## Geschichte
Die erste schriftliche Erwähnung des Dorfes erfolgte im Jahre 1303. Später wurde Třešovice an das Gut Mladiegowitz (Mladějovice) angeschlossen. Im Jahre 1742 erwarb Adam Philipp Losy von Losinthal das Gut Mladiegowitz und verband es mit seinem Gut Stiekna. Mit seinem Tode erlosch 1781 das Geschlecht der Losy von Losinthal im Mannesstamme. Seine Witwe Ernestine Gräfin Fuchs von Bimbach verkaufte die Güter 1784 an Joseph-Niklas zu Windisch-Graetz. Im Jahre 1840 bestand das an der Straße von Strakonitz nach Barau gelegene Dorf Třeschowitz /Třessowice aus 32 Häusern mit 213 Einwohnern. Im Dorf gab es ein emphyteutisches Wirtshaus und eine Rustikalmühle. Pfarrort war Ginin. Bis zur Mitte des 19. Jahrhunderts blieb das Dorf der Allodialherrschaft Stiekna samt dem Gut Mladiegowitz untertänig. Besitzer waren die Grafen zu Windisch-Graetz.
Nach der Aufhebung der Patrimonialherrschaften bildete Třešovice/Treschowitz ab 1850 einen Ortsteil der Gemeinde Paračov in der Bezirkshauptmannschaft und dem Gerichtsbezirk Strakonice. 1880 löste sich Třešovice von Paračov los und bildete eine eigene Gemeinde. Im Jahre 1964 wurde Třešovice nach Jinín und am 1. April 1980 mit diesem zusammen nach Miloňovice eingemeindet. Nach einem Referendum lösten sich Kuřimany und Třešovice am 24. November 1990 von Miloňovice los und bildeten die Gemeinde Třešovice. Mit Beginn des Jahres 1992 trennte sich Kuřimany von Třešovice ab.

## Kultur und Sehenswürdigkeiten
- Kapelle Johannes des Täufers am Dorfplatz, erbaut in der Mitte des 18. Jahrhunderts
- Gehöfte Nr. 13 u. 18 im Bauernbarockstil
- Kopfweiden an den Bächen Zorkovický potok und Třešovický potok, westlich des Dorfes